# Kohelet
Kohelet (albo Ekklesiastes, Eklezjastes) – autor Księgi Koheleta – jednej z ksiąg dydaktycznych (mądrościowych) Starego Testamentu. Nie jest to właściwie własne imię autora, lecz nazwa funkcji mędrca „przemawiającego na zebraniu”. Język grecki zwał tę funkcję Ekklesiastesem i taką nazwę otrzymała Księga Koheleta w Septuagincie i Wulgacie.
W tytule księgi Koheleta autor pisze: Słowa Koheleta, syna Dawida, króla w Jeruzalem (Koh 1,1), a fragmenty opisujące życie Koheleta w dwóch pierwszych rozdziałach księgi odpowiadają w dość dużej mierze życiorysowi Salomona. Część biblistów wysuwa hipotezę, że jest to zastosowana przez Koheleta fikcja literacka, mająca wskazywać, że waga słów Ekklesiastesa jest tak wielka, jak gdyby wypowiedział je sam mądry król Salomon.
Kohelet zasłynął z pierwszych słów  'Marność nad marnościami i wszystko marność.' (fragment z Wulgaty), tłumaczone na łaciński Vanitas vanitatum et omnia vanitas.
Kohelet żył na przełomie IV–III w. p.n.e.